# Riccardia colensoi
Riccardia colensoi là một loài rêu trong họ Aneuraceae. Loài này được Stephani W. Martin mô tả khoa học đầu tiên năm 1950.